# Esteban Dunivicher
Esteban Patricio Dunivicher Curutchet (* 1957 in Chile) ist ein ehemaliger argentinisch-chilenischer Fußballspieler.

## Karriere
Esteban Dunivicher debütierte 1974 als Außenstürmer bei den Rangers de Talca, für die er bis 1976 auflief. Zudem spielte er in der chilenischen Primera División für CD Huachipato, Green-Cross Temuco und Trasandino. Zudem war er in der Segunda División bei Lota Schwager, Iberia-Bío Bío und Deportes Ovalle aktiv. 1985 zog er nach Belgien und schloss sich RRC Etterbeek an. Anschließend spielte er für Rochefort FC. Auch nach seinem Karriereende als Spieler blieb er in Belgien und arbeitet als Spielerberater und Jugendtrainer.

## Sonstiges
Sein Vater José ist ein ehemaliger argentinischer Fußballspieler und war 1961 Trainer bei den Rangers de Talca.